# Tattoos
Tattoos é o terceiro álbum de estúdio do artista americano Jason Derulo, a ser lançado em 20 de setembro de 2013 através Warner Bros. Records e Beluga Heights Records e suas gravadoras afiliadas.

## Faixas
Edição padrão
1. "The Other Side" - 3:46
2. "Talk Dirty" (com 2 Chainz) - 2:57
3. "Marry Me" - 3:45
4. "Tattoo" - 3:26
5. "Trumpets" - 3:37
6. "Vertigo" (com Jordin Sparks) - 3:53
7. "Fire" (com Pitbull) - 3:36
8. "Side Fx" (com The Game) - 3:29
9. "Stupid Love" - 3:34
10. "With the Lights On" - 3:11
11. "Rest Of Our Life" - 3:05

Faixas bônus 2014 (edição de luxo)
1. "Wiggle" (featuring Snoop Dogg) - 3:13
2. "Zipper" - 2:57
3. "Bubblegum" (featuring Tyga) - 2:55
4. "Kama Sutra" (featuring Kid Ink) - 3:36

Faixas bônus de luxo e edições japonesas
1. "Love Before I Die" -  3:46
2. "Perfect Timing" - 4:01
3. "The Other Side (acústico) - 2:58

### EPdos Estados Unidos
1. "The Other Side" - 3:46
2. "Talk Dirty" (com 2 Chainz) - 2:57
3. "Marry Me" - 3:45
4. "Tattoo" - 3:26
5. "Vertigo" (com Jordin Sparks) - 3:53

## Gráficos
| Gráfico (2013)                        | Melhor posição |
| ------------------------------------- | -------------- |
| Alemanha (Offizielle Deutsche Charts) | 25             |
| Austrália (ARIA)                      | 5              |
| Bélgica (Ultratop Flandres)           | 14             |
| Bélgica (Ultratop Valônia)            | 36             |
| Espanha (PROMUSICAE)                  | 65             |
| Finlândia (Suomen virallinen lista)   | 28             |
| França (SNEP)                         | 80             |
| Hungria (MAHASZ)                      | 16             |
| Irlanda (IRMA)                        | 14             |
| Países Baixos (Dutch Charts)          | 46             |
| Nova Zelândia (RMNZ)                  | 10             |
| Noruega (VG-lista)                    | 1              |
| Reino Unido (UK Albums Chart)         | 5              |
| Suécia (Sverigetopplistan)            | 9              |
| Suíça (Schweizer Hitparade)           | 13             |
| Áustria (Ö3 Austria Top 40)           | 29             |

## Histórico de lançamento
| País           | Data                   | Formato(s)           | Gravadora(s)         |
| -------------- | ---------------------- | -------------------- | -------------------- |
| Austrália      | 20 de setembro de 2013 | Download digital     | Warner Bros. Records |
| Bélgica        | 20 de setembro de 2013 | Download digital     | Warner Bros. Records |
| Dinamarca      | 20 de setembro de 2013 | Download digital     | Warner Bros. Records |
| Espanha        | 20 de setembro de 2013 | Download digital     | Warner Bros. Records |
| Finlândia      | 20 de setembro de 2013 | Download digital     | Warner Bros. Records |
| França         | 20 de setembro de 2013 | Download digital     | Warner Bros. Records |
| Itália         | 20 de setembro de 2013 | Download digital     | Warner Bros. Records |
| Nova Zelândia  | 20 de setembro de 2013 | Download digital     | Warner Bros. Records |
| Noruega        | 20 de setembro de 2013 | Download digital     | Warner Bros. Records |
| Países Baixos  | 20 de setembro de 2013 | Download digital     | Warner Bros. Records |
| Reino Unido    | 20 de setembro de 2013 | Download digital     | Warner Bros. Records |
| Suécia         | 20 de setembro de 2013 | Download digital     | Warner Bros. Records |
| África do Sul  | 20 de setembro de 2013 | Download digital     | Warner Bros. Records |
| Alemanha       | 23 de setembro de 2013 | CD                   | Warner Bros. Records |
| França         | 23 de setembro de 2013 | CD                   | Warner Bros. Records |
| Reino Unido    | 23 de setembro de 2013 | CD                   | Warner Bros. Records |
| Canadá         | 23 de setembro de 2013 | Download digital     | Warner Bros. Records |
| Estados Unidos | 24 de setembro de 2013 | Download digital     | Warner Bros. Records |
| Japão          | 25 de setembro de 2013 | CD                   | Warner Bros. Records |
| Estados Unidos | 15 de abril de 2014    | CD, Download digital | Warner Bros. Records |